# 噶当派
噶当派（藏語：བཀའ་གདམས་པ་，威利转写：bka' gdams pa，THL：ka dam pa，藏语拼音：Gadam Ba），音譯「噶当巴」，為一藏传佛教後弘期支派。
噶当派创建于1056年。藏语“噶”指佛语，“当”指教授。“噶当”意为用佛的教诲，来指导凡人接受佛教道理的意思，故称“噶当派”。该教派以修习显宗为主，主张先学显宗，后学密宗，其教法传播甚广，藏传佛教各教派均受其影响。
1409年，西藏史上非常著名的宗教改革者宗喀巴大師，以该派教义为基础创立“格鲁派”（又稱新噶当派），因格魯派僧人都戴黄色僧帽，故又称“黄教”。原噶当派僧人和寺院陸續改宗格鲁派，从此噶当派在西藏社会上消失。

## 噶当派之興起

### 阿底峽創立
高僧阿底峡来到古格王朝传授佛法，1045年，仲敦巴·甲哇迥乃拜阿底峡为师，修习佛法，1055年，阿底峡圆寂后，仲敦巴·甲哇迥乃前往热振寺传法，热振寺便成了噶当派的主寺。从此噶当派逐渐发展起来。後傳噶當三昆仲，博多哇、京俄瓦、舖穹瓦，並形成道次、教典、教授三個系統；其中博多哇弟子朗日塘巴、霞惹瓦攝授弟子尤眾，一時俊彥輩出。

### 宗喀巴將之併入格魯派
從1055年後的四百五十年內，薩迦派、噶舉派各自從印度引進道果、大手印等修行方法，加上挾以政治經濟上的勢力，在西藏蔚為時尚。僧俗不分的情況明顯。此時較無資源的噶当派亦隨之衰落。
噶当派兼學他宗的僧人宗喀巴，1388年他戴上黃帽，以表示對於佛教戒律的尊重，廢除了一切為人詬病的非梵行修法，如歡喜法等。1402年以《菩提道燈論》為藍本著作格魯派的哲學指南《菩提道次第廣論》，1409年正式開宗立派，即格魯派。格魯派使衰敗的噶当派寺廟得以起死回生，並將噶當派的三士道等理論、修行方法納入其中，展現出重經論、崇戒律的特色，所以格魯派也稱新噶當派，也因為戴上黃色帽子，被漢人稱為黃教。
格魯派亦融入大手印（噶舉）、時輪金剛（覺曩）等教法。

## 噶当派的经典
- 公元13世纪晚期迥丹惹迟所編《甘珠尔》、《丹珠尔》(藏傳大藏經)。
- 公元1042年阿底峡所著《菩提道燈論》。

## 噶当派的传承发展
噶当派在之后的发展中，形成三个支派。

### 教典派
教典派以重视学习佛教经典而得名，由僧人博多哇传入西藏。认为一切经纶都是为解脱而设教。

#### 代表人物
- 朗日塘巴／夏尔哇巴

#### 寺院
- 基布寺／纳塘寺／怯喀寺

### 教授派
教授派以重视师长的教导、注重修行而得名，由僧人京俄哇传入西藏。

#### 代表人物
- 甲域哇

#### 寺院
- 甘丹寺，又名噶丹寺、钆灯寺（Gaden）
- 甲域寺／岗岗寺／仁钦岗寺／达坚寺

### 道次派
道次派以显密双修而得名。由高僧阿底峡传入西藏。以「念师长为皈依、念自身为本尊、念语言为颂咒、念众生为父母、念心性为本空。」所说五念为其主要的修行方法。

## 噶当派的教法
主要有《噶当六論》：《生鬘論》、《集經》為起信之本；《淨地論》、《經部飾》為修定之本；《入行論》、《集學論》為行道之本。並強調修行次第和顯續教義全不相違，因此於顯教的部分以《修心七義》、《菩提道燈論》為主。	
由於《菩提道燈論》文簡義豐，宗喀巴大師所撰的鉅著《菩提道次第廣論》即以此為基本的架構，而加以阐释、弘扬。	
噶当派於密續的部分所重视的經典为《具德集密》、《具德輪勝樂》、《具德金剛令怖独勇》、《十三尊具德金剛令怖》、《具德時輪》，以具德本尊之修持為最極。